# Gerhardtia
Gerhardtia Bon – rodzaj grzybów z rodziny kępkowcowatych (Lyophyllaceae).

## Systematyka i nazewnictwo
Pozycja w klasyfikacji według Index Fungorum: Lyophyllaceae, Agaricales, Agaricomycetidae, Agaricomycetes, Agaricomycotina, Basidiomycota, Fungi.
Synonim: Lyophyllum subgen. Lyophyllopsis Ew. Gerhardt 1982.
Gatunki występujące w Polsce:
- Gerhardtia incarnatobrunnea (Ew. Gerhardt) Bon 1994 – tzw. kępkowiec mięsnobrązowawy

Nazwa naukowa na podstawie Index Fungorum. Nazwa polska według Władysława Wojewody.